# 苦苣
苦苣（学名：Cichorium endivia），又称苦菊、苦白菜，为菊科菊苣属的植物，是一种栽培菊苣。分布在南欧、北美及亚洲等地，目前已由人工引种栽培，基生叶有苦味，软化后苦味减少而柔软，性喜冷凉气候，初夏抽花茎，可生食凉拌，有抗菌、解热、消炎、明目等作用。

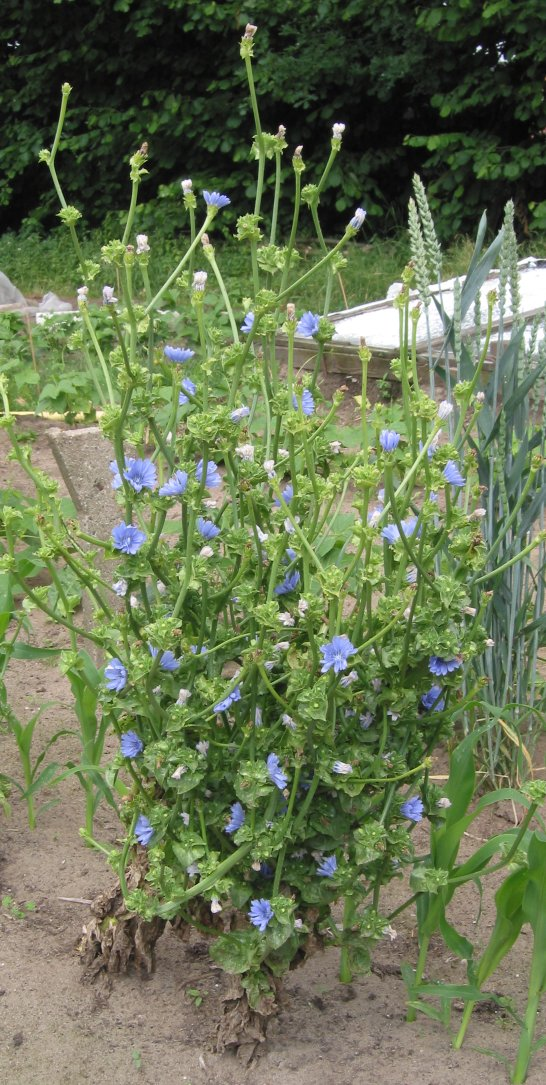
开花的苦苣

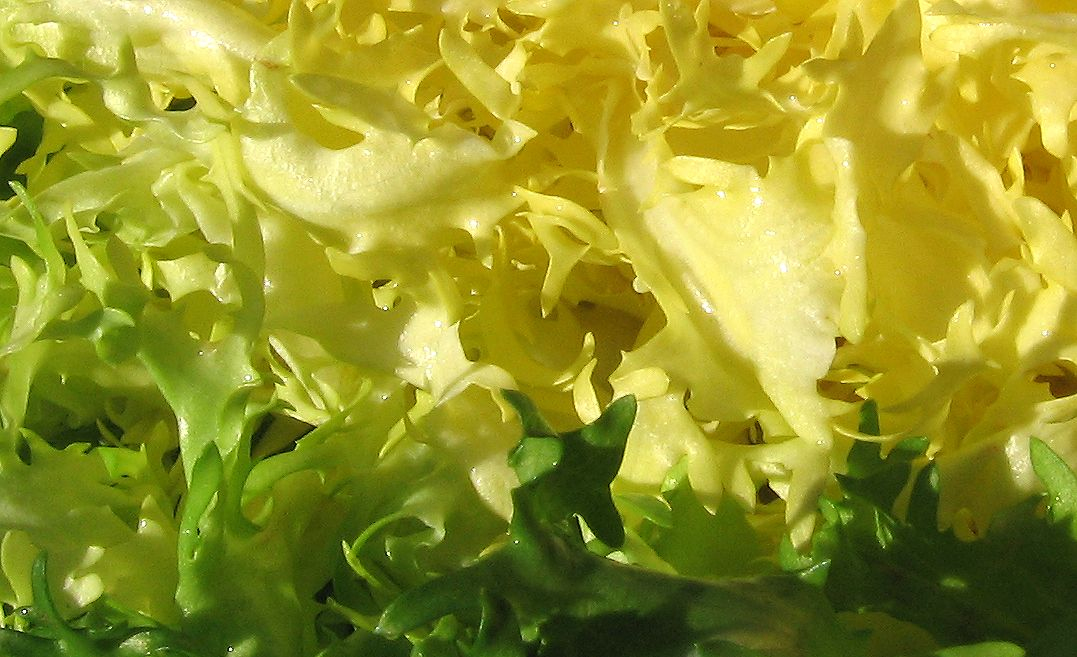
苦苣菜

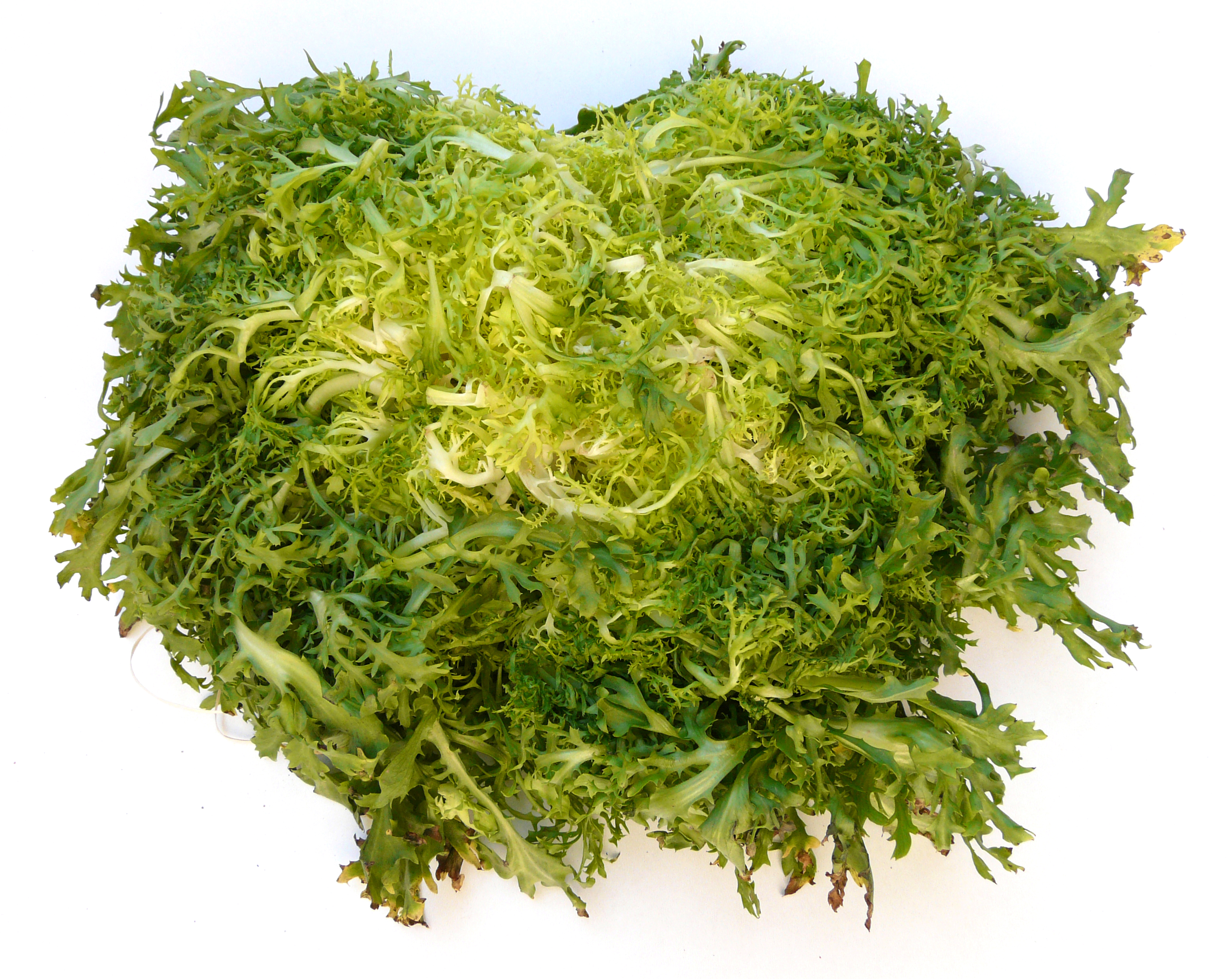
苦苣菜